# Кутаїс (Краснодарський край)
Кутаїс — селище (раніше селище міського типу) в Краснодарському краї, центр Кутаїського сільського округу муніципального утврення міста Гарячий Ключ. 
Статус робочого селища присвоєно Президією Верховної Верховної Ради РРФСР від 12 грудня 1945. Постановою Законодавчих зборів Краснодарського краю №226-П від 21 липня 1999 знову перетворено на сільський населений пункт.
Населення близько двох тисяч мешканців.
Лежить у гірсько-лісовій зоні, за 18 км південно-східніше міста Гарячий Ключ, 27 км північно-західніше міста Хадиженськ. Родовища нафти і газу.
Раніше селище міського типу Кутаїс входив до Апшеронського району краю.
Станиця Кутаїська розташована за 12 км північніше селища.